# Marc Blucas
Marcus Paul Blucas (Butler, Pensilvania; 11 de enero de 1972) es un actor estadounidense conocido por su papel como Riley Finn en Buffy la cazavampiros.

## Biografía
Siempre le gustaron los deportes, especialmente el baloncesto y el fútbol. Jugó al baloncesto durante su estancia en el instituto, y más tarde, gracias a una beca, en la Universidad Wake Forest en Carolina del Norte. Allí jugó de 1990 a 1994, en el equipo "Wake Forest Demon Diacons". Su ambición era ser jugador profesional en la NBA; al darse cuenta de que su sueño podría ser un poco difícil decidió ir a Europa y jugó en Inglaterra para los gigantes de Mánchester. Allí permaneció un año.
Tras ser admitido para estudiar Derecho, decidió que le gustaba la actuación. Su primera aparición fue en 1996 en la película Eddi, de Whoopi Goldberg, como jugador de baloncesto. En 1998 Blucas participa en Pleasantville; tuvo otras apariciones y también ayudaba detrás de las cámaras como asesor técnico en baloncesto.
En 1999 recibe la oportunidad de interpretar a Riley Finn en la serie Buffy, pero su personaje no recibe muy buena aceptación por parte del público, por lo que deja la serie a mitad de la quinta temporada. Desde entonces ha recibido ofertas para trabajar al lado de Eliza Dushku, Freddie Prince Jr. y Mel Gibson. Recientemente participó en un capítulo de la serie House.

## Filmografía
- Inflammable (1995)
- Eddie (1996)
- Dilemma (1997)
- Pleasantville (1998)
- The 60s (1999)
- The Mating Habits of the Earthbound Human (1999)
- House on Haunted Hill (1999)
- Undressed (1999)
- Buffy, la cazavampiros (2000-2001)
- Summer Catch (2001)
- Jay and Silent Bob Strike Back (2001)
- We Were Soldiers (2002)
- Sunshine State (2002)
- They (2002)
- I Capture the Castle (2003)
- Prey for Rock and Roll (2003)
- View from the Top (2003)
- One Flight Stand (2003)
- The Alamo (2004)
- First Daughter (2004)
- After Sex (2006)
- Thr3e (2007)
- The Killing Floor (2007)
- House (2007)
- The Jane Austen Book Club (2007)
- Tripulación Dave (2007)
- Deadline (2009)
- Participación en Lie to Me (serie) (2010)
- Knight and day (2010)
- Castle (2010)
- Red State (2011)
- Necessary Roughness (2012)
- Touchback (2012)
- Stalker (2014)
- Operación Navidad (2016)
- The Irresistible Blueberry Farm (2016)
- Brawl in Cell Block 99 (2017)
- Detrás del espejo (2018)
- Buenos días Navidad (2019)